# Sidi H'Mad Ou M'Barek
Sidi H'Mad Ou M'Barek  (in arabo سيدي احمد او مبارك‎?) è un centro abitato e comune rurale del Marocco situato nella provincia di Essaouira, regione di Marrakech-Safi. Conta una popolazione di 5 482 abitanti (censimento 2014).